# Emanuele Crialese
Emanuele Crialese (* 1965 in Rom) ist ein italienischer Drehbuchautor und Filmregisseur.
Crialese ging 1991 in die Vereinigten Staaten und studierte in New York an der Tish School of Arts Filmregie. Hier drehte er 1994 den Kurzfilm Heartless und 1997 den Spielfilm Once we were strangers.
Danach zog er sich für sechs Monate auf die südlich von Sizilien gelegene Insel Lampedusa zurück. Eine Legende, die dort erzählt wird, inspirierte ihn 2002 zu seinem Film Lampedusa.
In seinem Film Golden Door, der 2006 seine Premiere hatte, beschäftigte sich Crialese mit dem Thema der Auswanderung verarmter Sizilianer nach Amerika zu Beginn des 20. Jahrhunderts.
2011 nahm sich Crialese mit Terraferma der italienischen Flüchtlingspolitik an und verfilmte das Leben einer Frau aus der Subsahara, die auf ihrem Weg zum europäischen Festland auf der pelagischen Insel Linosa  strandet.
Im Jahr 2022 realisierte er das Jugenddrama L’immensità – Meine fantastische Mutter mit Penélope Cruz in einer der Hauptrollen. Das Werk brachte ihm seine dritte Einladung in den Wettbewerb der Filmfestspiele von Venedig ein, wo er sich am 4. September 2022 als trans Mann outete. Die Inspiration für den Film sei seine eigene Kindheit sowie seine eigene Geschichte gewesen.

## Filmografie
- 1994: Heartless (Kurzfilm)
- 1997: Once We Were Strangers
- 2002: Lampedusa (Respiro)
- 2006: Golden Door (Nuovomondo)
- 2011: Terraferma
- 2022: L’immensità – Meine fantastische Mutter (L’immensità)

## Auszeichnungen
Für seine Filme wurde Crialese bisher mit 18 internationalen Filmpreisen ausgezeichnet. Dazu zählen u. a.
- 2002: Internationale Filmfestspiele von Cannes 2002 für Lampedusa, (zwei Auszeichnungen)
- 2006: Internationale Filmfestspiele von Venedig 2006 für Golden Door, (sechs Auszeichnungen)
- 2011: Internationale Filmfestspiele von Venedig 2011 für Terraferma, (Spezialpreis der Jury)